# 素可泰歷史城鎮和相關歷史城鎮
素可泰历史公园 ，位于泰国北部素可泰府，为泰国歷史上的首個有史料可以查證的王國：素可泰王朝的首都遗迹。1991年，以素可泰古城以及邻近的西撒查纳来历史公园、甘烹碧历史公园为主要部分的素可泰历史城镇和相关历史城镇群入选世界文化遗产。

## 概要
素可泰原意為『幸福的黎明』，是西元13至14世紀時素可泰王朝最初的都城，也是該王國的行政與信仰中心，西元1767年，大城遭緬甸軍入侵毀壞，放火焚燒寺廟佛像，王朝終至滅亡，僅留下斷垣殘壁，所剩餘的完整佛像寥寥無幾。
因此現今遺留的珍貴遺跡，見證了泰國建築發展之初始階段。其中素可泰王國偉大文明的產生，皆來自於多種精華及當地傳統，將各種精髓合於一體後形成獨特的素可泰風格，也是泰國歷史、文化、藝術的主要發源地，再列為世界遺產後，目前泰國當局已在此地區修復了21座寺廟及建築。

## 遗迹列表
| 名稱                   | 類型 | 地點                   | 圖片 |
| ---------------------- | ---- | ---------------------- | ---- |
| 素可泰歷史公園         | 古城 | 素可泰塔尼, 素可泰府   |      |
| 西薩查那萊歷史遺跡公園 | 古城 | 西薩查那萊區, 素可泰府 |      |
| 甘烹碧歷史公園         | 古城 | 甘烹碧府治縣, 甘烹碧府 |      |

### 素可泰
目前素可泰的主要遺跡分布在中央區，城外五公里範內另有超過70座佛教或婆羅門教的寺廟。周邊共達2公里、寬1.6公里的護城河圍繞，闢有四道城門，當前可見到皇宮與皇家寺廟的遺址，其中包含：
- 瑪哈泰寺（泰語：ววัดมหาธาตุ จังหวัดพระนครศรีอยุธยา）：素可泰王朝的信仰中心，主佛塔建於1345年，有8座寶塔環繞。
- 西沙瓦寺（泰語：วัดศรีสวาย）：高棉人建造的印度教寺廟，被認為是素可泰王朝最古老的寺廟之一。
- 西春寺（泰語：วัดศรีชุม)：由護城河環繞，存有有一尊巨大坐佛像「阿卡那佛」。
- 环象寺（泰語：วัดช้างล้อม）：現存最古老的寺廟，其中舍利塔外圍有39座石象雕塑。
- 謝圖鵬寺（泰語：วัดเชตุพล）：四面外牆分別刻有行走佛、坐佛、立佛以及臥佛等四種不同姿態的佛像。

另外，公園門口還設有蘭甘亨國家博物館(Ramkhamhaeng National Museum)， 這是於1964年成立的博物館，展示超過2000件，數百年前的素可泰時期藝術品、文物與古董。

### 西薩查那萊
西薩查那萊（泰語：ศรีสัชนาลัย）是素可泰時期的衛星城市，位於素可泰約50公里的贖罪河（泰語：แม่น้ำยม）河岸旁。在這座遺跡公園則保存已經發現134個遺址。

### 甘烹碧
甘烹碧（泰語：ตร์กำแพงเพชร）是素可泰王朝13~15世紀最重要的城市，位於素可泰約70公里處，這座城市的存在曾在瑪哈泰寺的石碑上有所提及。

## 圖片

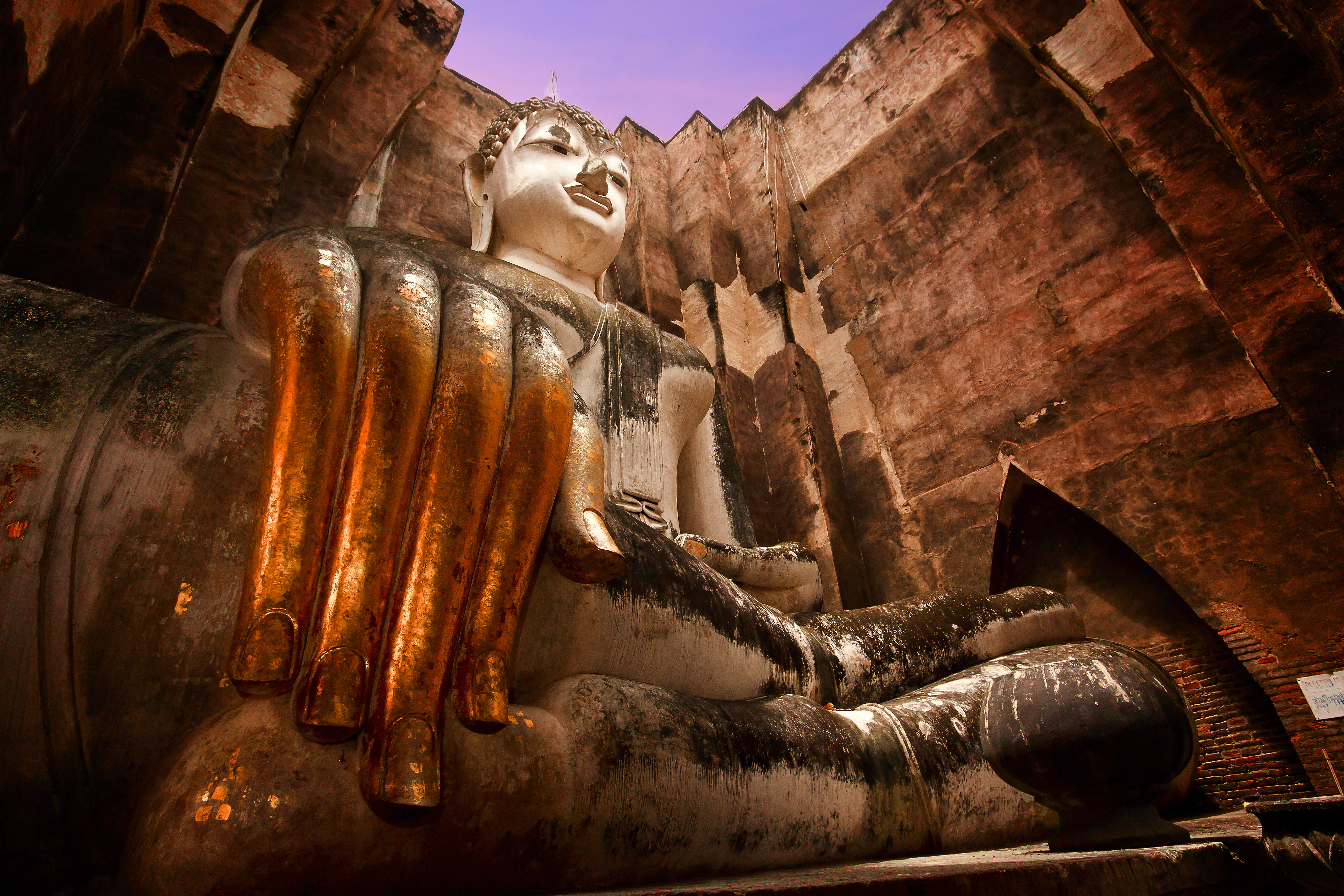
素可泰西春寺
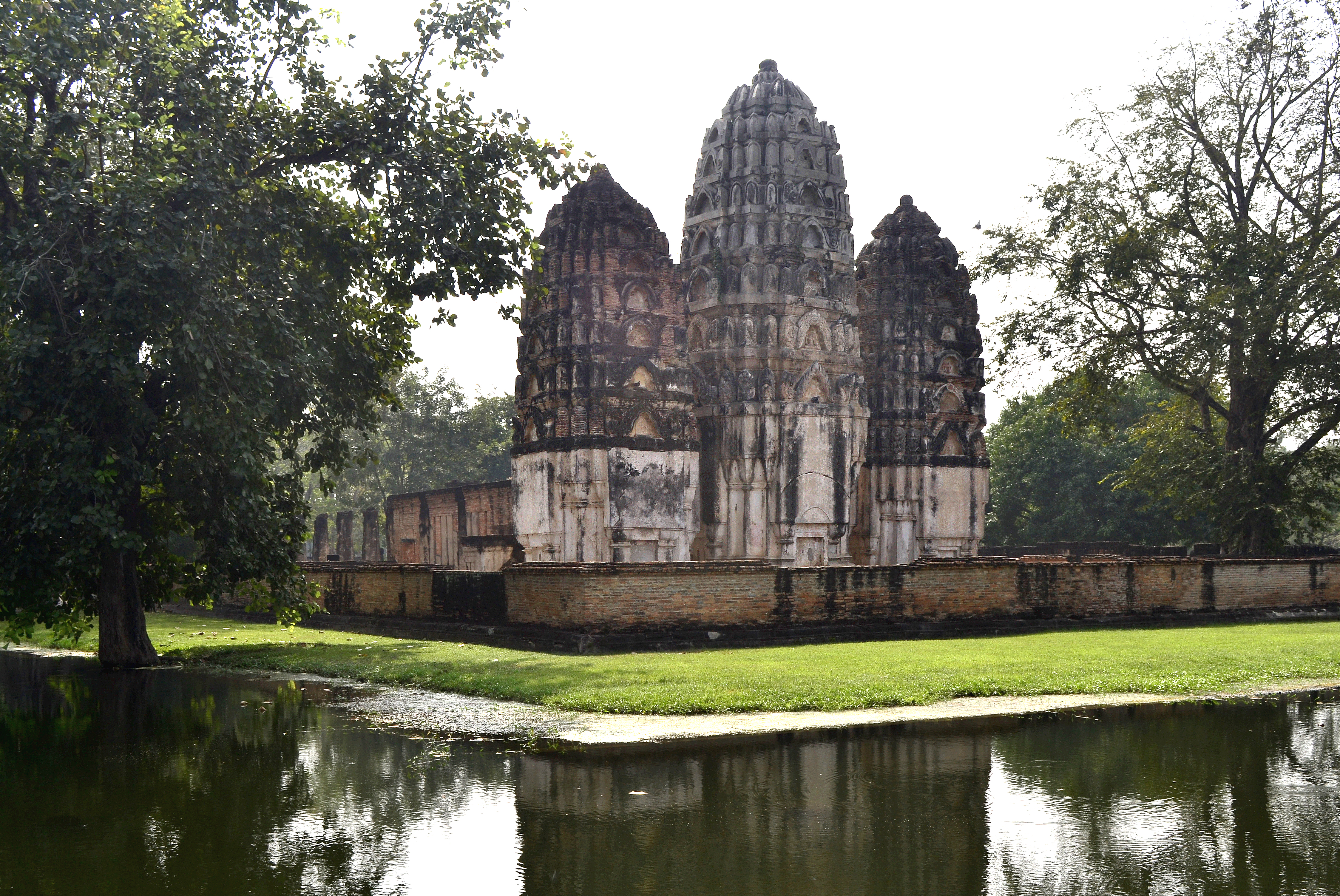
素可泰西沙瓦寺

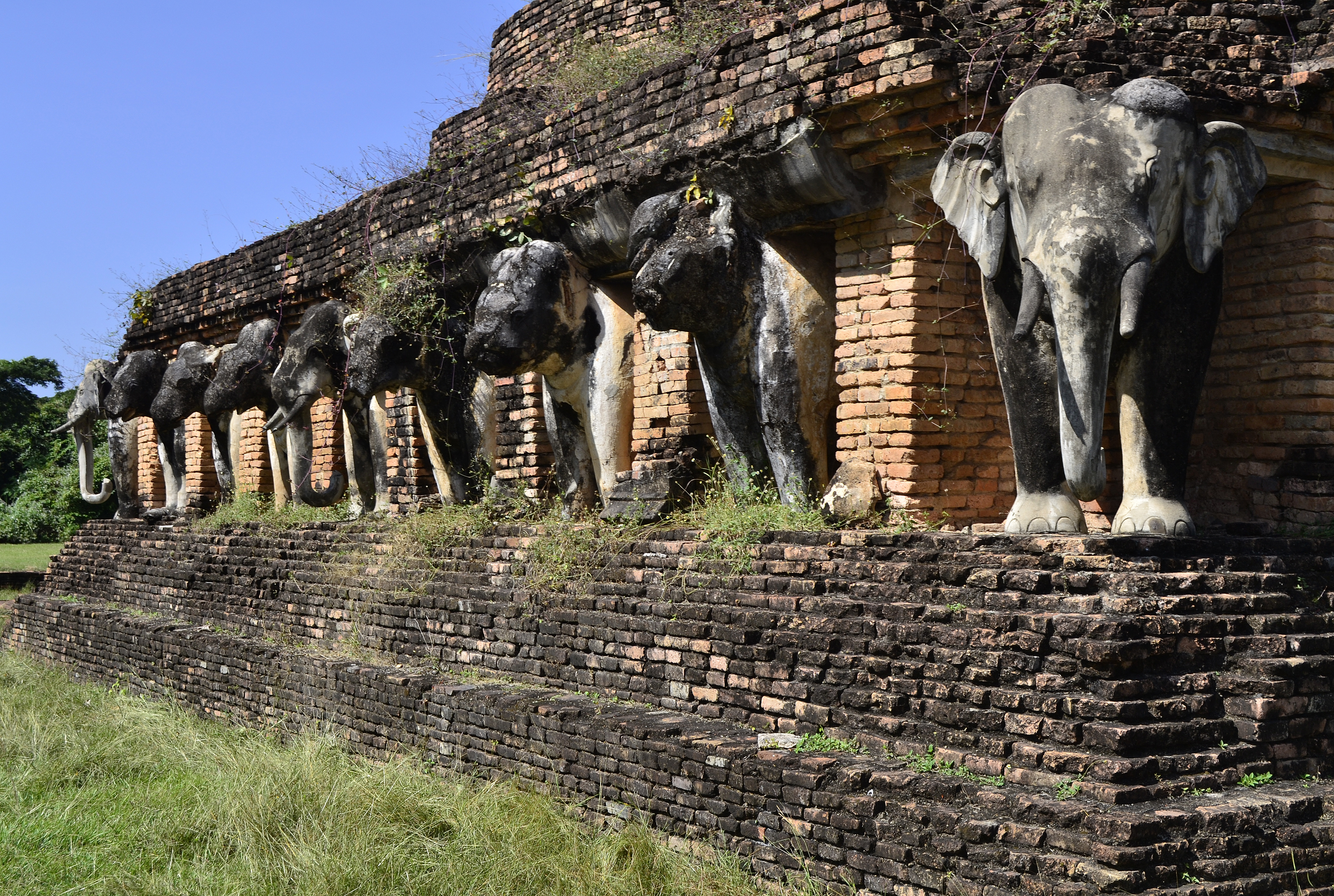
西薩查那萊环象寺
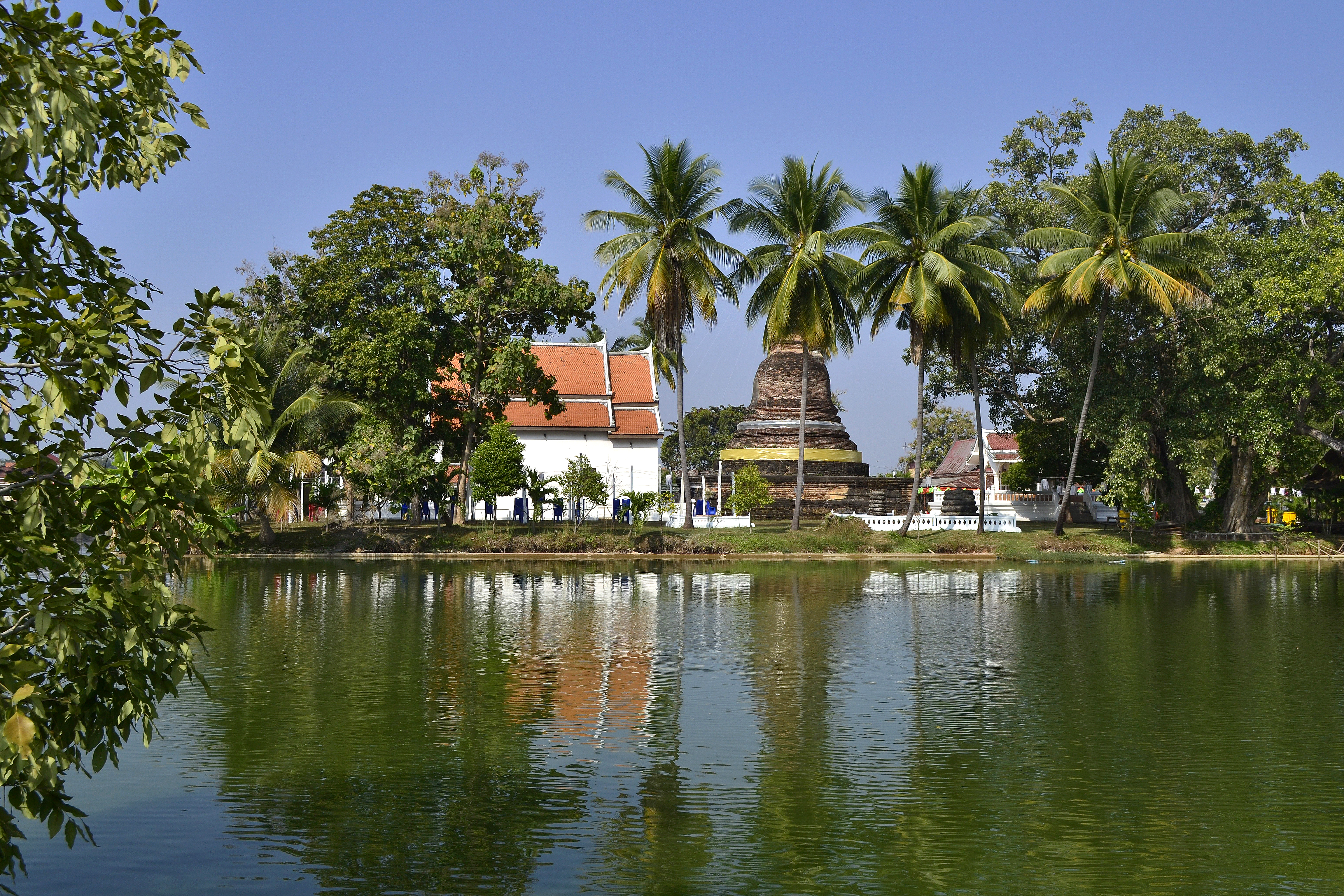
素可泰金池寺
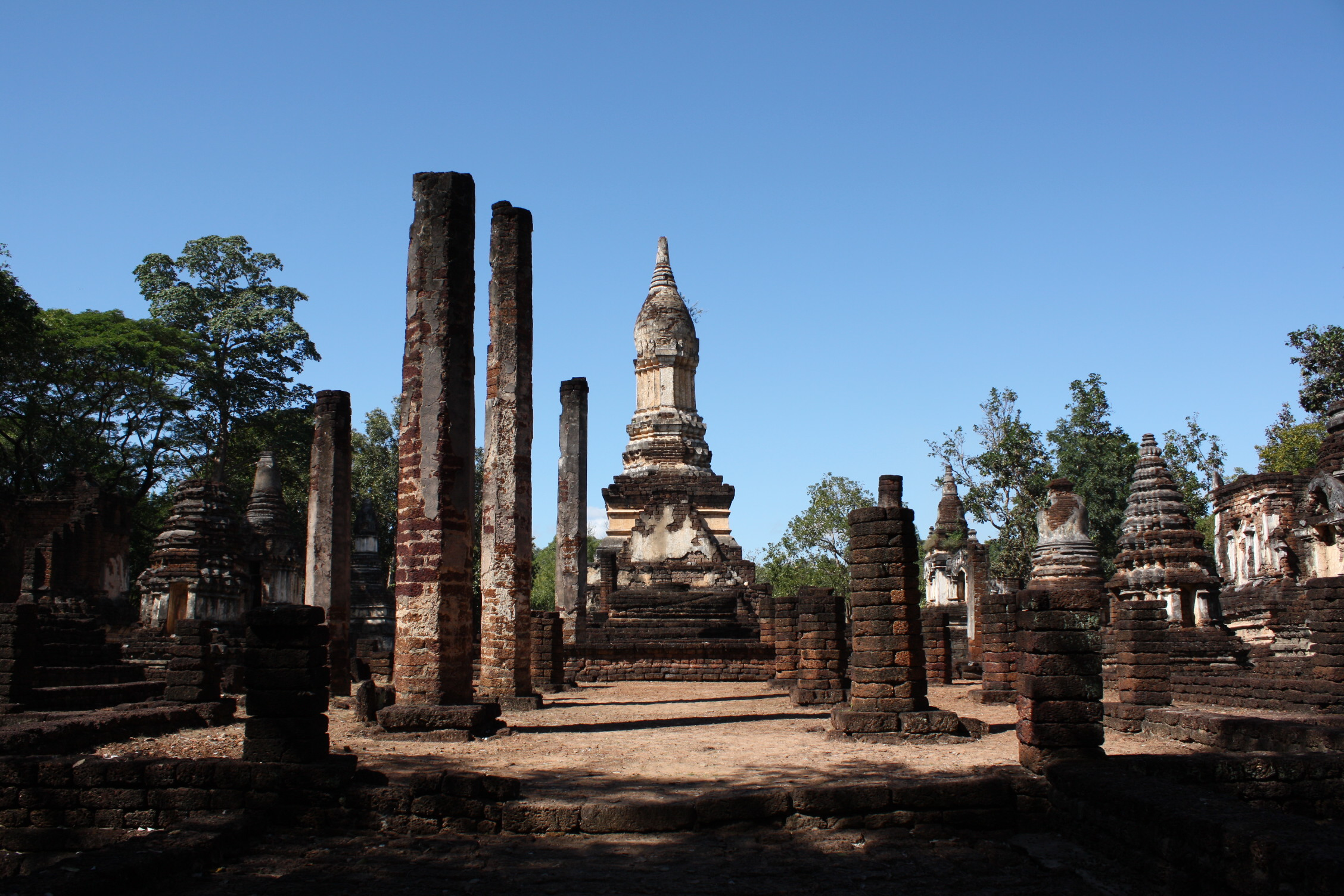
西薩查那萊七排佛塔寺
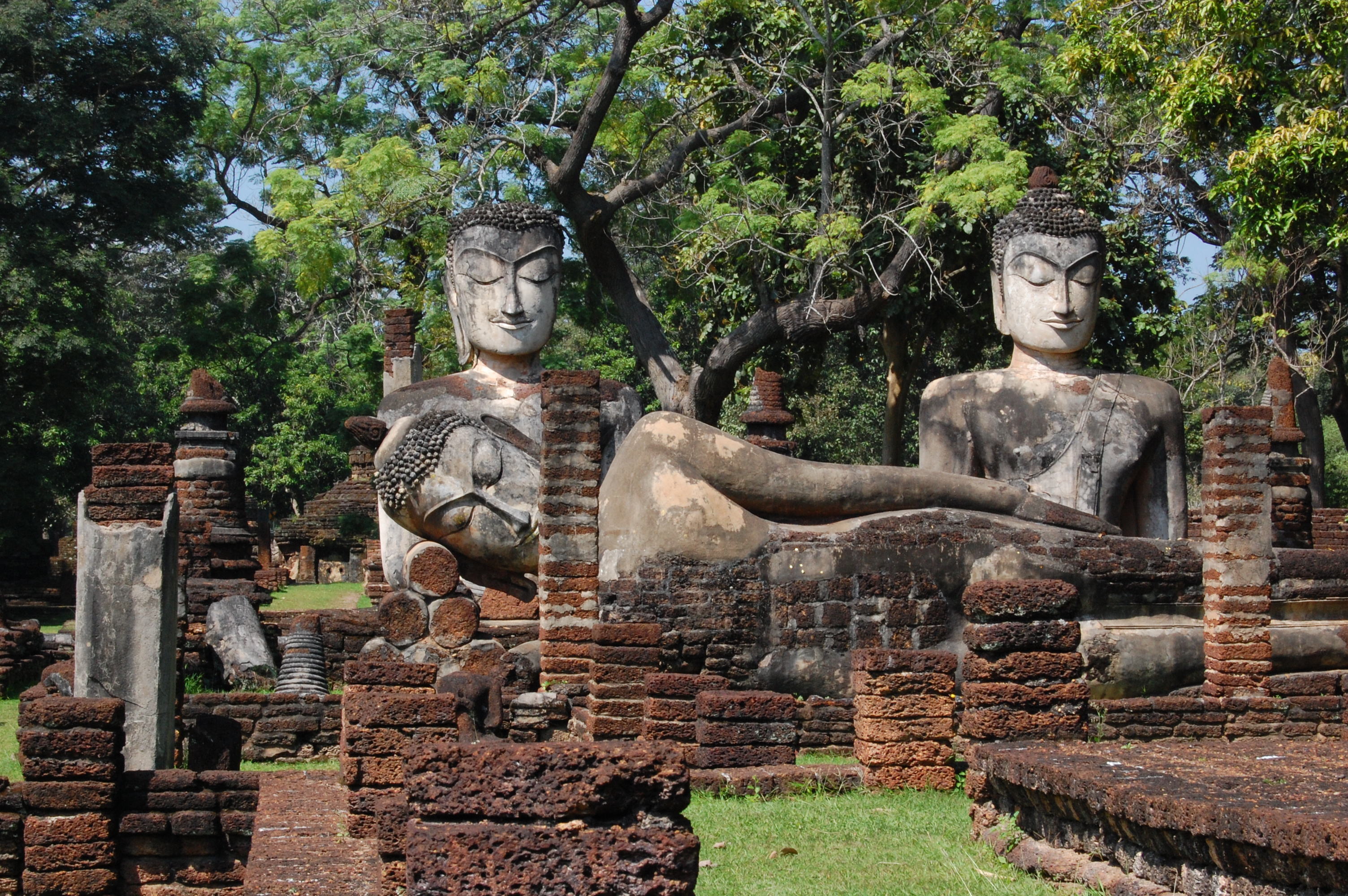
甘烹碧玉佛寺

## 外部連結
- History of Ayutthaya （页面存档备份，存于）（英文）
- Wat Mahathat, Ayutthaya （页面存档备份，存于）（英文）
- Wat Mahathat（英文）
- Chao Sam Phraya Museum （页面存档备份，存于）（英文）